# Rusheen Island
Rusheen Island är en ö i republiken Irland.   Den ligger i grevskapet Maigh Eo och provinsen Connacht, i den nordvästra delen av landet, 270 km väster om huvudstaden Dublin.
Terrängen på Rusheen Island är mycket platt. Öns högsta punkt är 3 meter över havet. 